# Arquidiócesis de Uberaba

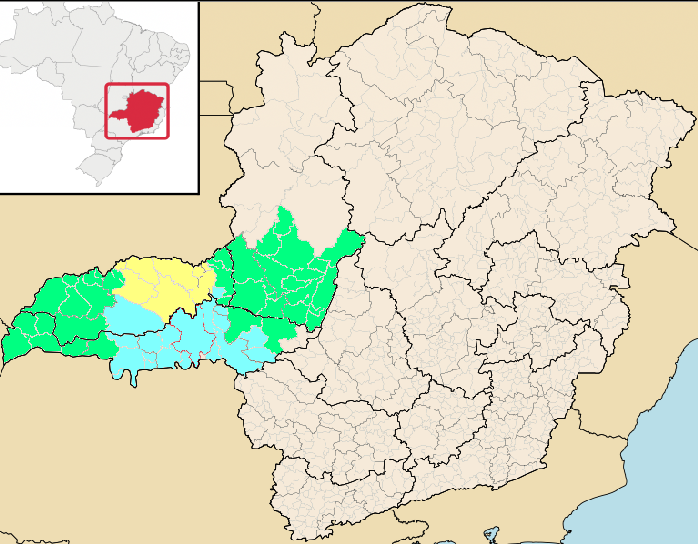
Ecclesiastical Province of Uberaba.

Regional CNBB Leste 2.

La arquidiócesis de Uberaba (en latín: Archidioecesis Uberabensis y en portugués: Arquidiocese de Uberaba) es una circunscripción eclesiástica de la Iglesia católica en Brasil. Se trata de una arquidiócesis latina, sede metropolitana de la provincia eclesiástica de Uberaba. Desde el 7 de marzo de 2012 su arzobispo es Paulo Mendes Peixoto.

## Territorio y organización
La arquidiócesis tiene 26 560 km² y extiende su jurisdicción sobre los fieles católicos de rito latino residentes en 20 municipios del estado de Minas Gerais: Água Comprida, Araxá, Campo Florido, Comendador Gomes, Conceição das Alagoas, Conquista, Delta, Fronteira, Frutal, Nova Ponte, Pedrinópolis, Pirajuba, Planura, Prata, Romaria, Sacramento, Santa Juliana, Tapira, Uberaba y Veríssimo.

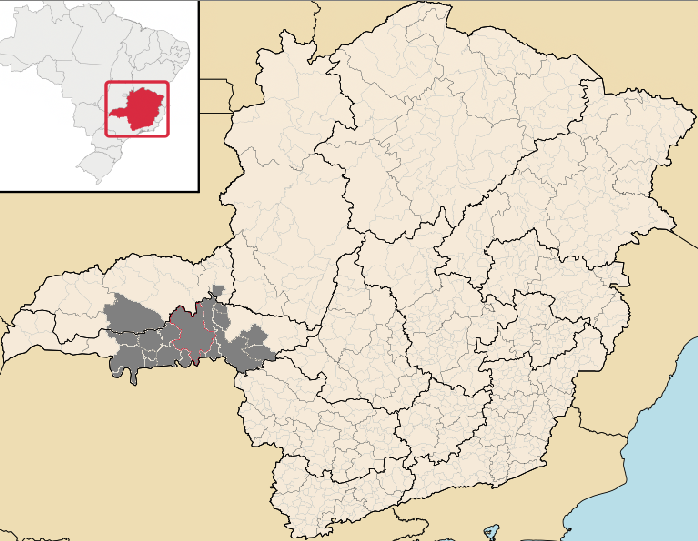
Mapa de la arquidiócesis.

La sede de la arquidiócesis se encuentra en la ciudad de Uberaba, en donde se halla la Catedral del Sagrado Corazón de Jesús. En Sacramento se encuentra la basílica menor del Santísimo Sacramento.
La arquidiócesis tiene como sufragáneas a las diócesis de: Ituiutaba, Patos de Minas y Uberlândia. 
En 2020 en la arquidiócesis existían 61 parroquias agrupadas en 9 regiones pastorales: Uberaba, Araxá, Conceição das Alagoas, Frutal, Nossa Senhora da Abadia, Nossa Senhora das Graças, Ressurreição, Romaria y Sacramento.

## Historia
La diócesis de Uberaba fue erigida el 29 de septiembre de 1907 con el decreto Romani pontifices de la Congregación Consistorial, obteniendo el territorio de las diócesis de Diamantina (hoy arquidiócesis de Diamantina) y Goiás. Originalmente era sufragánea de la arquidiócesis de Mariana.
El 2 de abril de 1914 cedió el municipio de Paracatu a la diócesis de Montes Claros (hoy arquidiócesis de Montes Claros).
El 18 de julio de 1918 cedió una parte de su territorio para la erección de la diócesis de Aterrado (hoy diócesis de Luz) mediante la bula Romanis Pontificibus del papa Benedicto XV.
El 1 de febrero de 1924 pasó a formar parte de la provincia eclesiástica de la arquidiócesis de Belo Horizonte.
El 1 de marzo de 1929 cedió una porción de su territorio para la erección de la prelatura territorial de Paracatu (hoy diócesis de Paracatu) mediante la bula Pro munere sibi divinitus del papa Pío XI.
El 5 de abril de 1955 cedió una porción de su territorio para la erección de la diócesis de Patos de Minas mediante la bula Ex quo die del papa Pío XII.
El 22 de julio de 1961 cedió otra porción de su territorio para la erección de la diócesis de Uberlândia mediante la bula Animorum Societas del papa Juan XXIII.
El 14 de abril de 1962 fue elevada al rango de arquidiócesis metropolitana con la bula Qui tamquam Petrus del papa Juan XXIII.
El 16 de octubre de 1982 cedió otra porción de su territorio para la erección de la diócesis de Ituiutaba mediante la bula Quo melius del papa Juan Pablo II.
El 10 de noviembre de 1982, siguiendo el decreto Concrediti gregis de la Congregación para los Obispos, extendió su jurisdicción a la parroquia de Desemboque en el municipio de Sacramento, que pertenecía a la diócesis de Luz.
El 9 de noviembre de 2002 se amplió aún más con el municipio de Araxá que pertenecía a la diócesis de Patos de Minas.

## Estadísticas
Según el Anuario Pontificio 2021 la arquidiócesis tenía a fines de 2020 un total de 452 645 fieles bautizados.
| Año                                                                             | Población            | Población | Población      | Sacerdotes | Sacerdotes    | Sacerdotes    | Bautizados por sacerdote | Diáconos permanentes | Religiosos | Religiosos | Parroquias |
| Año                                                                             | Bautizados católicos | Total     | % de católicos | Total      | Clero secular | Clero regular | Bautizados por sacerdote | Diáconos permanentes | Varones    | Mujeres    | Parroquias |
| ------------------------------------------------------------------------------- | -------------------- | --------- | -------------- | ---------- | ------------- | ------------- | ------------------------ | -------------------- | ---------- | ---------- | ---------- |
| 1948                                                                            | 635 000              | 660 000   | 96.2           | 106        | 33            | 73            | 5990                     |                      | 86         | 270        | 42         |
| 1961                                                                            | ?                    | 220 000   | ?              | 39         | 23            | 16            | ?                        |                      |            |            | 17         |
| 1970                                                                            | ?                    | 340 000   | ?              | 54         | 22            | 32            | ?                        |                      | 38         | 227        | 21         |
| 1973                                                                            | 281 055              | 330 653   | 85.0           | 60         | 19            | 41            | 4684                     |                      | 49         | 218        | 26         |
| 1980                                                                            | 379 000              | 423 000   | 89.6           | 59         | 20            | 39            | 6423                     |                      | 56         | 160        | 31         |
| 1990                                                                            | 363 000              | 401 000   | 90.5           | 50         | 26            | 24            | 7260                     |                      | 33         | 145        | 32         |
| 1999                                                                            | 343 135              | 527 930   | 65.0           | 55         | 37            | 18            | 6238                     |                      | 28         | 160        | 40         |
| 2000                                                                            | 378 868              | 597 837   | 63.4           | 68         | 42            | 26            | 5571                     |                      | 26         | 85         | 40         |
| 2001                                                                            | 377 470              | 568 967   | 66.3           | 68         | 42            | 26            | 5551                     |                      | 45         | 143        | 41         |
| 2002                                                                            | 483 565              | 585 641   | 82.6           | 74         | 54            | 20            | 6534                     |                      | 25         | 55         | 40         |
| 2003                                                                            | 442 787              | 692 184   | 64.0           | 71         | 58            | 13            | 6236                     | 1                    | 21         | 136        | 46         |
| 2004                                                                            | 444 081              | 693 185   | 64.1           | 75         | 62            | 13            | 5921                     | 1                    | 26         | 121        | 47         |
| 2010                                                                            | 539 000              | 746 000   | 72.3           | 78         | 65            | 13            | 6910                     | 21                   | 35         | 146        | 53         |
| 2014                                                                            | 565 000              | 782 000   | 72.3           | 77         | 66            | 11            | 7337                     | 21                   | 26         | 222        | 59         |
| 2017                                                                            | 580 000              | 724 000   | 80.1           | 84         | 68            | 16            | 6904                     | 44                   | 33         | 80         | 60         |
| 2020                                                                            | 452 645              | 694 118   | 65.2           | 78         | 63            | 15            | 5803                     | 44                   | 27         | 123        | 61         |
| Fuente: Catholic-Hierarchy, que a su vez toma los datos del Anuario Pontificio. |                      |           |                |            |               |               |                          |                      |            |            |            |

## Episcopologio
- Eduardo Duarte e Silva † (6 de noviembre de 1907-14 de marzo de 1923 renunció[nota 2])
- José Tupinambá da Frota † (6 de abril de 1923-10 de marzo de 1924 nombrado obispo de Sobral)
- Antônio de Almeida Lustosa, S.D.B. † (4 de julio de 1924-17 de diciembre de 1928 nombrado obispo de Corumbá)
- Antonio Colturato, O.F.M.Cap. † (2 de agosto de 1929-12 de abril de 1938 nombrado obispo de Botucatu)
- Alexandre Gonçalves do Amaral † (5 de agosto de 1939-14 de julio de 1978 renunció)
- Benedito de Ulhôa Vieira † (14 de julio de 1978-28 de febrero de 1996 retirado)
- Aloísio Roque Oppermann, S.C.I. † (28 de febrero de 1996-7 de marzo de 2012 retirado)
- Paulo Mendes Peixoto, desde el 7 de marzo de 2012